# Bahávalpur (stát)
Bahávalpur (anglicky Bahawalpur) byl monarchistický stát, existující do 14. října 1955, na jihovýchodě moderní pákistánské provincie Paňdžábu při hranicích s Indickou republikou, největší a nejvýznamnější z bývalých paňdžábských států. Jeho centrem bylo město Bahávalpur. V současnosti jeho území odpovídá územím tří distriktů pákistánského Paňdžábu: Rahimiar Khan, Bahawalpur a Bahawalnagar.
Stát založil roku 1690 rod arabského původu. 22. února 1833 podepsal bahávalpurský naváb jako vůbec první indický vládce s Velkou Británií smlouvu, která zaručovala pro jeho stát autonomní postavení v rámci Britské Indie. Bahávalpur byl poté až do roku 1947 podřízen provincii Paňdžáb. 7. října 1947 přistoupil k Pákistánu, v jehož rámci měl až do 14. října 1955 na základě federální ústavy autonomní postavení. 14. října 1955 pak byl stát Bahávalpur zrušen a jeho území začleněno do nově vzniklé autonomní provincie Západního Pákistánu. 1. července 1970 byla provincie Západní Pákistán zrušena a území bývalého státu Bahávalpur se stalo součástí obnovené provincie Paňdžáb.

## Seznam vládců Bahávalpuru
- Bahadur Khan II (1690–1702)
- Mobarak Khan I (1702–1723)
- Sadeq Mohammad Khan I (1723 – 11. dubna 1746)
- Mohammad Bahawal Khan I (11. dubna 1746 – 12. června 1750)
- Mobarak Khan II 12. června (1750 – 4. června 1772)
- Mohammad Bahawal Khan II (4. června 1772 – 13. srpna 1809)
- Sadeq Mohammad Khan II (13. srpna 1809 – 17. dubna 1826)
- Mohammad Bahawal Khan III (17. dubna 1826 – 19. října 1852)
- Sadeq Mohammad Khan III (19. října 1852 – 20. února 1853)
- Fath Mohammad Khan (20. února 1853 – 3. října 1858)
- Mohammad Bahawal Khan IV (3. října 1858 – 25. března 1866)
- Sadeq Mohammad Khan IV (25. března 1866 – 14. února 1899)
- Mohammad Bahawal Khan V (14. února 1899 – 15. února 1907)
- Sadeq Mohammad Khan V (15. února 1907 – 14. října 1955)

## Státní symboly

Vlajka státu Bahávalpur (1885–1945)
Vlajka státu Bahávalpur (1945–1955)
Znak státu Bahávalpur